# フランツ・シュトラウス
フランツ・ヨーゼフ・シュトラウス（Franz Joseph Strauss, 1822年2月26日 - 1905年5月31日）は、ドイツの音楽家。ヴィルトゥオーゾ・ホルン奏者であると同時にギター、クラリネット、ヴィオラの演奏にも卓越した腕前を持ち、作曲も行った。バイエルン国立歌劇場の首席ホルン奏者を40年以上にわたって務める一方、ミュンヘン音楽・演劇大学で教鞭を執り、指揮者でもあった。
シュトラウスはおそらく作曲家リヒャルト・シュトラウスの父として最もよく知られる。息子の幼少期の音楽的成長に大きな影響を与えた彼は、息子を古典派へと向けさせ、当時の様式からは遠ざけた。作曲家としてのシュトラウスは、ホルンのための楽曲によって記憶される。2つのホルン協奏曲の他に数多くの小規模作品を遺した。

## 生涯
シュトラウスはバイエルン王国のパルクシュタインに生まれた。父のヨハン・ウルバン・シュトラウスは不安定な性質の持ち主だった。マリア・アンナ・クニグンデ・ヴァルターとの間に生まれた子どもたちは私生児で、しつけはマリアに任せきりにしていた。彼女は大きな音楽一家の生まれで、兄弟にあたる（ヨハン）ゲオルク・ヴァルターが子どもたちの音楽教育を行った。ゲオルクはシュトラウスにクラリネット、ギターに加え様々な吹奏楽器の演奏法を教えた。9歳になったシュトラウスは、別のおじで軍楽隊の指揮を執っていたフランツ・ミハエル・ヴァルターに弟子、並びに演奏者として引き取られた。ゲオルクの息子であるベンノ・ヴァルターは後にフランツの息子リヒャルトにとって最初のヴァイオリン教師となり、リヒャルトから複数の作品を献呈されている。
15歳になると、シュトラウスはゲオルク・ヴァルターを介してミュンヘンのマクシミリアン・ヨーゼフ・イン・バイエルン公爵の私設管弦楽団に任用され、その後10年同楽団に留まった。シュトラウスは自らが演奏できる楽器の中で、ホルンが最も自分に適していると徐々に気付いていき、ホルンのための楽曲を作曲し始めるようになる。最初期の作品にはロマンス『Les Adieux』やシューベルトの『Sehnsuchtswalzer』に基づく幻想曲などがある。両曲ともホルンと管弦楽のための作品であるが、ピアノ伴奏版も書かれている。
1847年、シュトラウスはバイエルン国立歌劇場の一員となる。1851年5月、エリーゼ・マリア・ザイフと結婚して1男1女を儲けた。しかし、息子は1852年に10か月で死亡し、1854年にはコレラで妻と娘も亡くしてしまう。その後しばらく独身生活を送ったシュトラウスであったが、1863年に裕福なミュンヘンの裕福な醸造業者の娘ヨゼフィーネ・プショール（1837年-1910年）と結婚した。2人の間には1864年にリヒャルト・ゲオルク、1867年にベルタ・ヨハンナが生まれている。
1865年に自作のホルン協奏曲第1番ハ短調作品8を自身の独奏ソロで初演し、彼はソリストとして引っ張りだこであった。指揮者のハンス・フォン・ビューローはシュトラウスについて「ホルンのヨアヒムである。」と述べている。1871年にミュンヘン音楽・演劇大学の教授に就任、1873年にはバイエルンの宮廷からKammermusikerの地位を授けられた。
シュトラウスは古典派音楽を偏愛しており、中でもモーツァルトの音楽を好んでいた。また、特にハイドンとベートーヴェンを讃えていた。君主であり雇い主であったバイエルン王ルートヴィヒ2世は、ワーグナーによる新しい音楽を国立歌劇場で上演して普及に勤しんでいたが、シュトラウスはワーグナーの音楽に共鳴していなかった。シュトラウスが同時代の音楽を毛嫌いしたことは息子リヒャルトの幼少期の音楽観の形成にも影響を及ぼしている。リヒャルトは伝統的な方法で作曲を開始し、ミュンヘン大学在学中に父の影響下から脱してはじめて同時代の音楽に惹かれていったのであった。
人としても音楽家としてもワーグナーから距離を置いていたシュトラウスであったが、彼はその厳格なプロ精神によって自らの持つ卓越した技術の全てをワーグナーの楽劇における重要なホルンソロに捧げていった。シュトラウスは『トリスタンとイゾルデ』、『ラインの黄金』、『ワルキューレ』の初演でホルンパートを率いた。ワーグナーは「シュトラウスは大嫌いな奴だが、彼がホルンを吹いたら誰も不機嫌ではいられない。」と述べている。指揮者のヘルマン・レーヴィの招きにより、シュトラウスはバイロイト祝祭劇場で行われた『パルジファル』の初演でも舞台に上がった。重症のインフルエンザで患い18か月にわたってホルンを吹けなくなった時期があったが、ヴィオラ奏者として国立歌劇場での演奏は継続し、その技量をもって『タンホイザー』のミュンヘン初演に加わっている。
1875年にアマチュアオーケストラWilde Gung'lの指揮者に選出されたシュトラウスは、21年間にわたってその職を務めた。奏者の中には息子のリヒャルトもおり、そこで実用的な管弦楽法を習得するとともに、初期の楽曲をこの楽団のために作曲している。
シュトラウスは1889年に歌劇場管弦楽団を引退するものの、その後も数年間は指揮と教育を継続した。彼はミュンヘンで83年の生涯を閉じた。